# Sci nautico ai XVII Giochi panamericani
Lo sci nautico ai XVII Giochi panamericani si svolgerà all'Ontario Place di Toronto, in Canada, dal 20 al 23 luglio 2015. In programma nove podi, di cui cinque in ambito maschile e quattro in ambito femminile (solo maschile la specialità del wakeboard). 

## Calendario
Tutti gli orari secondo il Central Standard Time (UTC-5).
| Data          | Inizio | Evento       | Fase        |
| ------------- | ------ | ------------ | ----------- |
| Lun 20 luglio | 10:05  | Slalom U/D   | Preliminari |
| Lun 20 luglio | 12:40  | Figure U/D   | Preliminari |
| Mar 21 luglio | 10:05  | Salto U/D    | Preliminari |
| Mar 21 luglio | 13:00  | Wakeboard U  | Semifinali  |
| Mer 22 luglio | 10:05  | Generale U/D | Finali      |
| Mer 22 luglio | 16:00  | Wakeboard U  | Finali      |
| Gio 23 luglio | 10:05  | Slalom U/D   | Finali      |
| Gio 23 luglio | 12:08  | Figure U/D   | Finali      |
| Gio 23 luglio | 12:56  | Salto U/D    | Finali      |

## Risultati

### Uomini
| Evento    | Oro             | Argento          | Bronzo         |
| Figure    | Adam Pickos     | Jaret Llewellyn  | Javier Julio   |
| Slalom    | Nate Smith      | Jason McClintock | Javier Julio   |
| Salto     | Ryan Dodd       | Rodrigo Miranda  | Felipe Miranda |
| Generale  | Felipe Miranda  | Jaret Llewellyn  | Javier Julio   |
| Wakeboard | Rusty Malinoski | Daniel Powers    | Juan Mendez    |

### Donne
| Evento   | Oro                | Argento            | Bronzo          |
| Figure   | Natalia Cuglievan  | Whitney McClintock | Erika Lang      |
| Slalom   | Whitney McClintock | Regina Jaquess     | Erika Lang      |
| Salto    | Regina Jaquess     | Whitney McClintock | Fernanda Naser  |
| Generale | Whitney McClintock | Regina Jaquess     | Carolina Chapoy |

## Medagliere
| Posiz. | Nazione     | Oro | Argento | Bronzo | Totale |
| ------ | ----------- | --- | ------- | ------ | ------ |
| 1      | Canada      | 4   | 5       | -      | 9      |
| 2      | Stati Uniti | 3   | 3       | 2      | 8      |
| 3      | Cile        | 1   | 1       | 2      | 4      |
| 4      | Perù        | 1   | -       | -      | 1      |
| 5      | Argentina   | -   | -       | 3      | 3      |
| 6      | Messico     | -   | -       | 1      | 1      |
|        | Venezuela   | -   | -       | 1      | 1      |
| TOTALE | TOTALE      | 9   | 9       | 9      | 27     |